# Sailly-sur-la-Lys
Sailly-sur-la-Lys és un municipi francès situat al departament del Pas de Calais i a la regió dels Alts de França. L'any 2007 tenia 4.039 habitants.

## Demografia

### Població
El 2007 la població de fet de Sailly-sur-la-Lys era de 4.039 persones. Hi havia 1.425 famílies de les quals 217 eren unipersonals (83 homes vivint sols i 134 dones vivint soles), 474 parelles sense fills, 620 parelles amb fills i 114 famílies monoparentals amb fills.
La població ha evolucionat segons el següent gràfic:
Habitants censats

### Habitatges
El 2007 hi havia 1.514 habitatges, 1.448 eren l'habitatge principal de la família, 2 eren segones residències i 63 estaven desocupats. 1.476 eren cases i 36 eren apartaments. Dels 1.448 habitatges principals, 1.215 estaven ocupats pels seus propietaris, 211 estaven llogats i ocupats pels llogaters i 22 estaven cedits a títol gratuït; 1 tenia una cambra, 28 en tenien dues, 66 en tenien tres, 289 en tenien quatre i 1.064 en tenien cinc o més. 1.192 habitatges disposaven pel capbaix d'una plaça de pàrquing. A 513 habitatges hi havia un automòbil i a 828 n'hi havia dos o més.

### Piràmide de població
La piràmide de població per edats i sexe el 2009 era:
| Homes | Edats   | Dones |
| ----- | ------- | ----- |
| 0     | 95 o +  | 3     |
| 1     | 90 a 94 | 11    |
| 6     | 85 a 89 | 33    |
| 11    | 80 a 84 | 28    |
| 26    | 75 a 79 | 64    |
| 57    | 70 a 74 | 70    |
| 46    | 65 a 69 | 65    |
| 77    | 60 a 64 | 71    |
| 74    | 55 a 59 | 76    |
| 162   | 50 a 54 | 174   |
| 236   | 45 a 49 | 189   |
| 158   | 40 a 44 | 185   |
| 180   | 35 a 39 | 163   |
| 135   | 30 a 34 | 153   |
| 89    | 25 a 29 | 89    |
| 127   | 20 a 24 | 127   |
| 201   | 15 a 19 | 159   |
| 196   | 10 a 14 | 149   |
| 123   | 5 a 9   | 158   |
| 134   | 0 a 4   | 94    |

## Economia
El 2007 la població en edat de treballar era de 2.737 persones, 2.030 eren actives i 707 eren inactives. De les 2.030 persones actives 1.889 estaven ocupades (994 homes i 895 dones) i 141 estaven aturades (71 homes i 70 dones). De les 707 persones inactives 278 estaven jubilades, 244 estaven estudiant i 185 estaven classificades com a «altres inactius».

### Ingressos
El 2009 a Sailly-sur-la-Lys hi havia 1.464 unitats fiscals que integraven 4.108,5 persones, la mediana anual d'ingressos fiscals per persona era de 20.739 €.

### Activitats econòmiques
Dels 131 establiments que hi havia el 2007, 1 era d'una empresa extractiva, 3 d'empreses alimentàries, 2 d'empreses de fabricació de material elèctric, 16 d'empreses de fabricació d'altres productes industrials, 19 d'empreses de construcció, 28 d'empreses de comerç i reparació d'automòbils, 5 d'empreses de transport, 6 d'empreses d'hostatgeria i restauració, 2 d'empreses d'informació i comunicació, 7 d'empreses financeres, 7 d'empreses immobiliàries, 12 d'empreses de serveis, 17 d'entitats de l'administració pública i 6 d'empreses classificades com a «altres activitats de serveis».
Dels 28 establiments de servei als particulars que hi havia el 2009, 1 era una oficina de correu, 2 tallers de reparació d'automòbils i de material agrícola, 1 autoescola, 1 paleta, 1 guixaire pintor, 4 fusteries, 1 lampisteria, 7 electricistes, 1 empresa de construcció, 2 perruqueries, 3 restaurants, 3 agències immobiliàries i 1 tintoreria.
Dels 8 establiments comercials que hi havia el 2009, 1 era un hipermercat, 2 fleques, 2 carnisseries, 1 una sabateria i 2 floristeries.
L'any 2000 a Sailly-sur-la-Lys hi havia 17 explotacions agrícoles.

## Equipaments sanitaris i escolars
Els 2 equipaments sanitaris que hi havia el 2009 eren farmàcies.
El 2009 hi havia 1 escola maternal i 3 escoles elementals.

## Poblacions més properes
El següent diagrama mostra les poblacions més properes.